# Guido IV di Spoleto
Guido IV di Spoleto (870 circa – Roma, marzo 897) fu duca di Spoleto e di Camerino dall'889 e principe di Benevento dall'895.

## Biografia
Era figlio di Guido III di Spoleto, ed apparteneva alla dinastia dei Guideschi.
Alla morte del padre (883) ereditò il ducato di Spoleto, ma essendo molto giovane la gestione fu affidata allo zio del padre Guido II: questi, quando nell'889 fu incoronato re d'Italia, si privò volentieri delle proprie responsabilità riguardo a Spoleto, che era un possesso ereditario della propria famiglia, e lasciò il giovane pronipote alla guida del ducato.
Guido, come il padre, inizialmente si mosse nell'ombra del prozio Guido II. Solamente nell'895, dopo la morte del prozio, entrò nella scena politica intervenendo in Puglia: come fedele alleato dell'imperatore Lamberto, che era cugino di suo padre, tentò di conquistare all'Impero le province longobarde dell'Italia meridionale. Riconquistò il principato di Benevento che i bizantini avevano da poco strappato al principe Orso e ne divenne quindi principe nell'895. Guido offrì la reggenza del suo principato a Guaimaro I di Salerno, il marito di sua sorella Itta, ma Guaimaro fu catturato in viaggio verso Benevento da Adelferio, gastaldo di Avellino. Guido dovette recarsi a sud ed assediare Avellino per ottenere il suo rilascio.
Dopo aver governato Benevento per un anno e otto mesi, Guido si recò a Roma per incontrare l'imperatore Lamberto. Fu assassinato presso il Tevere da agenti di Alberico, che conquistò Spoleto e si nominò duca di quella città.